# 中国人民大学校史
中国人民大学历史上是中国共产党领导创立的知名大学之一，经历了陕北公学、华北联合大学、北方大学、华北大学和中国人民大学等办校半个多世纪的历史。
中国人民大学正式成立于1950年，但学校官方一般将历史追溯至1937年，将陕北公学、华北联合大学、北方大学、华北大学等历史上存在过的学校作为自己的前身。此外，1912年的北平中国大学的文商学院于1949年并入华北大学，朝阳大学于1950年全部并入中国人民大学，燕京大学的部分社会科学于1952年并入，共同构成了中国人民大学的重要组成来源。

## 中华民国时期

### 前期承传
北平中国大学于1912年由孙中山创立，于1949年由华北大学接管、学生及教授转入华北大学。中国大学一直是北京的学生运动中心, 而共产党在1930年代即在该校建有支部, 在斗争中培养了一大批先进和革命志士。1935年“一二·九”运动中，中国大学学生会主席董毓华率领队伍上街头游行，夺过军警的水龙头反射。在大陆标准中学课本上“一二·九”运动图片即是指此事。

### 陕北公学
1937年卢沟桥事变后，大批多青年知识分子从国统区来到延安。为了最快地把他们培养成抗战人才，1937年7月底，中共中央决定在积极扩大抗日军政大学的同时创办陕北公学（简称陕公），并委托林伯渠、吴玉章、董必武、徐特立、成仿吾、张云逸六人筹建陕北公学。
陕北公学是中国共产党直接领导创办的第一所具有社会教育性质的大学，第一任校长是成仿吾。陕北公学军事色彩和政治色彩浓厚，但并非一所军校。陕北公学和抗日军政大学是抗战初期延安最具知名度的大学，有一定分工。抗大主要负责训练军事干部，陕北公学主要训练根据地政权建设和党的建设干部，而且学员文化程度较高，多数是从中共控制区外来的知识分子和青年学生。陕北公学以“实施国防教育，培养抗战人才”为办学宗旨和培养目标，以“理论联系实际，适应抗战需要”为教学原则，以“七分政治、三分军事”为教学内容，教学方法为重点讲授、自学为主、集体互助。学制较短，大部分学员三到四个月就可以从学校毕业。陕北公学前后办学两年，大约培养了6000多名学生，其中很大的一部分后来都加入了中共。毛泽东亲自为陕公制定了校训：“忠诚、团结、紧张、活泼。”他还审定了成仿吾作词、吕骥作曲的校歌。毛泽东在不到两年的时间内，先后十几次来校讲话、两次题词，进行指导。他说：“中国不会亡，因为有陕公。”

### 华北联合大学
1939年6月，陕北公学与延安鲁迅艺术学院、延安工人学校和安吴堡战时青年训练班四校联合成立了华北联合大学，学生有1500人，并于当年7月7日在延安正式宣告成立，校长兼党团书记成仿吾。中共中央政治局于1939年6月20日作出的《关于抗大陕公等学校迁移到晋东南的决定》，抗大、陕公等以八路军第五纵队名义，在罗瑞卿率领下到晋东南靠近八路军总部和北方局机关办学。中央决定：抗大总校落户晋东南，华北联大则落户晋察冀军区总部所在地河北阜平（后应付反扫荡迁到平山），抗战结束即迁到张家口。这次东迁的主要原因是延安面临国共政治军事摩擦，经济困难，难以养活大批非生产人员。一年后，学校向正规化方向发展，各部改为学院，设有社会科学院，下设法政系、财经系；教育学院，下设教育系；文艺学院，下设戏剧系、音乐系、美术系、文学系；工学院，下设机械系、采矿系。除原有的专修科外，增设了本科和预科。后成立法政学院、群众工作部、中学部。这时全校共4000多人，其中学员 3000 多人，是华北联合大学鼎盛时期。中国共产党直到这时才创办了真正意义的高等学校，也是中国共产党在敌后办起的第一所高等学府。
1941年8月至1943年是晋察冀边区最困难的年代，由于日军的“扫荡”、封锁使根据地缩小，边区粮荒严重，生源减少。华北联合大学经过两次缩编，只保留了教育学院，改由边区行政委员会领导。在此期间，许多干部、学员在对敌斗争中牺牲。1944年，晋察冀边区行政委员会对华北联合大学教育学院的性质、任务、教育方针等问题做了具体规定，即以提高在职干部水平、文化为主，贯彻学以致用、理论和实际密切联系的原则，培养干部为抗战和新民主主义社会建设服务、为群众服务的技能。
1945年底，华北联合大学在张家口复校，成仿吾任校长，周扬任副校长，张如心任教务长。华北文工团、延安鲁艺工作团于12月合并到华北联大，简称华大文工团。联大设立了文艺、法政、教育、外语四个学院。解放战争时期，1946年10月，国军攻占张家口，华北联大等学校被迫提前于9月撤出，先后迁到山西广灵和河北束鹿，1948年5月又迁到河北正定，8月晋察冀边区的华北联大与晋冀鲁豫边区的北方大学合并，改称华北大学。华北联合大学一共存在了9年，毕业生超过一万两千人，在敌后根据地最为艰难的1941年到1943年期间，它的办学规模曾一度有所减小，但抗日战争胜利后，它很快恢复活力，并向新型正规大学过渡。解放战争时期的联大学生大多参加了土改和大生产运动。

### 北方大学
北方大学于1945年11月在晋冀鲁豫边区成立。1948年春，中共中央决定将华北联合大学和北方大学合并，成立华北大学。当时的北方大学是中共晋冀鲁豫中央局和边区人民政府创办的一所规模较大、学科专业比较齐全的高等学府，时由范文澜任校长，学校实行校长负责制，大学下设行政学院、财经学院、教育学院、工学院、医学院、农学院、艺术学院等学院。北方大学建校两年多的时间，共培养了各种专业人才1000多人。

### 华北大学
1948年，华北联合大学和北方大学合并成立华北大学，并于1948年8月24日正式挂牌，下设四部两院。一部为政治训练班；二部为教育学院；三部为文艺学院；四部为研究部；两院分别是工学院和农学院。
华北大学成立时，由吴玉章任校长，在校学生15000余人。1949年4月，华北大学迁入北平。遵照中共中央关于放宽招生条件、大量吸收知识分子、为解放全中国迅速培养大批干部的指示精神，华北大学重放在办学方面，大量吸收原北平之其他大学师生(例如北平中国大学)，并在河北正定和天津各办一所分校。1950年10月，华北大学改名为中国人民大学。从1948年8月到1949年年底，华北大学共为中共培养干部19194名。
1948到1949年期间，下属单位陆续脱离华北大学独立办学：
工学院独立出来发展为北京工业学院（现更名为北京理工大学）；农学院与北京大学农学院、清华大学农学院合并成立北京农业大学（现更名为中国农业大学）；二部外语系同北平外事学校合并为北平外国语学校，后逐步发展成为今天的北京外国语大学。三部文艺学院离开后分别筹建：中央戏剧学院——华北大学文艺学院，中央美术学院——华北大学文艺学院美术系，中央美术学院华东分院（后更名为浙江美术学院），中央音乐学院——华北大学文艺学院音乐系。以及北京人民艺术剧院、青年艺术剧院、中央歌剧院、中国京剧研究院等。此外，华北大学还抽调部分干部、教师分赴中原和广东，筹建中原大学和南方大学。至此，原华北大学成立时之主体除了行政管理部门外，教育部门只余下一部政治训练班及二部教育研究室外，其余全部被剥离。

## 中华人民共和国时期

### 中国人民大学 (文革前时期)

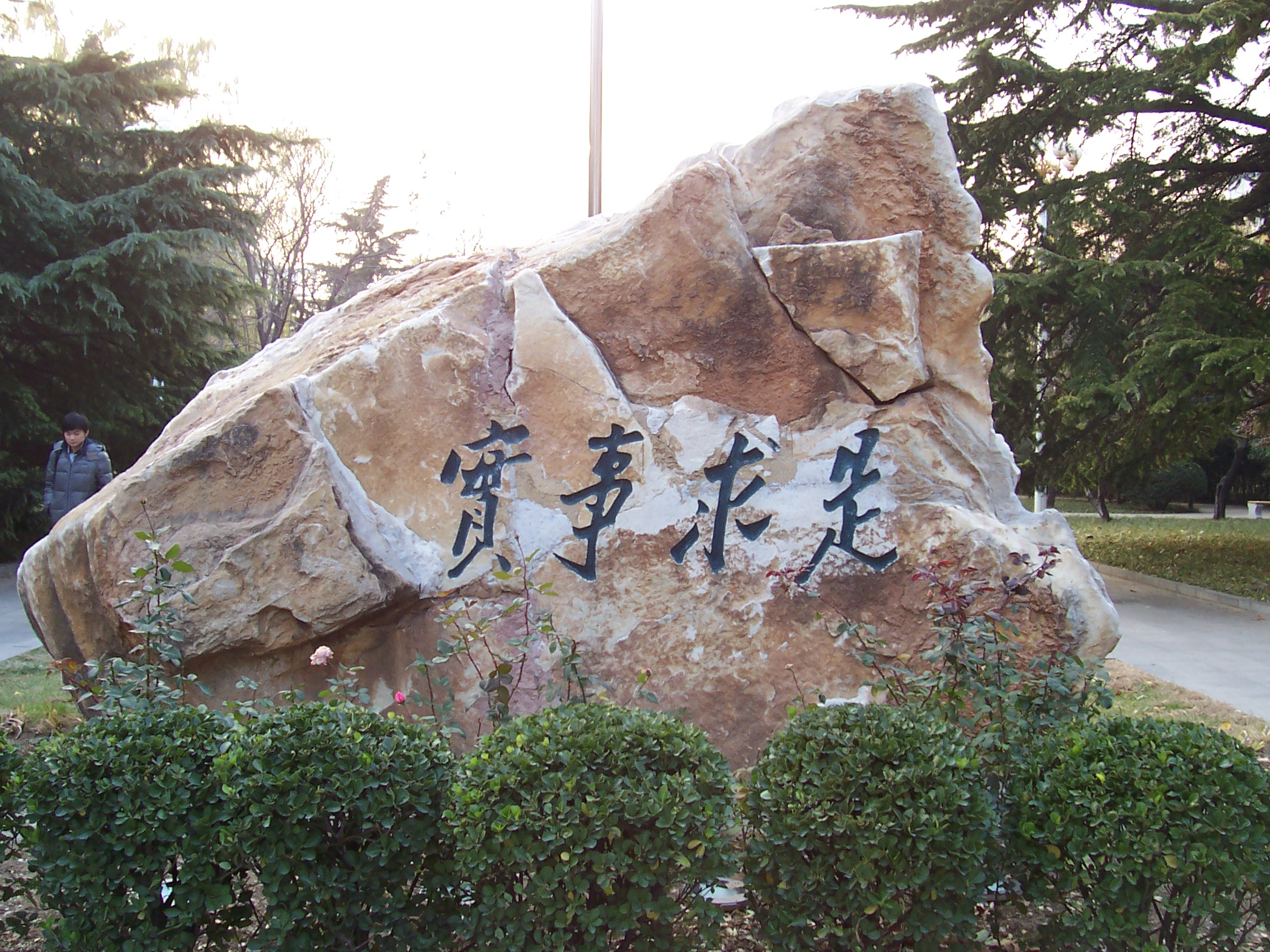
人大门前的“事实求是”

1949年6月至8月，刘少奇率代表团赴苏联秘密访问，请苏联帮助建立一所大学。经多次协商后，斯大林决定由苏联帮助中国建立一所新型大学，并决定该大学不设在阿尔马达而设在北平,由苏联派教授按苏联模式办学。8月7日，毛译泽东表示同意。1949年12月16日，中央人民政府政务院第十一次政务会议通过了《关于成立中国人民大学的决定》，中央人民政府委员会第六次会议（1950年2月19日）任命吴玉章为中国人民大学第一任校长。国家领导人对于人民大学的建设极为关注；1950年人民大学的经费就占了高等教育部全部概算的五分之一。刘少奇在1950年的开学典礼上这样说过：“这个大学是我们新中国办的第一所新式大学，是中国历史上前所未有的大学，中国将来的许多大学都要学习我们中国人民大学的经验，按照中国人民大学的样子来办。”1954年，中华人民共和国教育部首次确立以中国人民大学为首的六所高等学校（中国人民大学、北京大学 、清华大学、北京农业大学、北京医学院、哈尔滨工业大学）为全国重点大学。
人大最初的校址定北京铁狮子胡同段祺瑞执政府所在地，也就是清代的和亲王府旧址上，后迁往中关村。铁狮子胡同1号（现张自忠路1号）现在为中国人民大学书报资料中心所在地。
开办初期，人大以苏式大学为模式办学，
1954年，贸易系对外贸易专业并入北京对外贸易专科学校，成立北京对外贸易学院，后发展为对外经济贸易大学；1955年外交系独立，单独组成外交学院；俄文系独立，成立北京俄语学院，后合并于北京外国语学院（今北京外国语大学），另教育研究室并入北京师范大学。
1966年的文化大革命使中国人民大学大批干部和教师遭到批斗，全部教学、科研工作瘫痪。1970年10月北京市革命委员会通知中国人民大学停办。1973年10月10日，中共北京市委、市革命委员会通知，撤销大学领导小组和革命委员会，军宣队全部撤离。中国人民大学被彻底解散。

### 中国人民大学 (文革后时期)
在郭影秋及其他师生奔走下，人大得到邓小平支持后在77年复校招生，并提出人大主要培养财贸、经济管理干部和马列主义理论工作者。复校初期在北京师范大学上课，于1978年正式复校后迁回原址。 但由于二炮部队只交回校园之一小部份，因此引起一连串之争取活动，然最终亦只收回了约三份之一。
由于人大只有人文社会学科，因此难以与国内拥有全方位学科的几所主要大学复竞争排名。（交通大学的世界大学排名榜）。但在教育部国家重点学科评估中，人大仍处于比较靠前的位置。2012年，人大首次入選武書連版中國19所一流大學的名單中，是唯一的文科大學。
2012年3月，人大与北京通州区签署协议，计划在通州潞城镇建设通州校区（东校区），与海淀校区（西校区）一起构成人大双主校区，以期解决人大校园面积较小的问题。根据媒体报道，通州校区面积达2000亩，为海淀校区近两倍，但学校正式新闻报道则未提及具体面积。根据人大规划，东校区将大力发展人大具有传统优势的人文社会学科，有选择地适当发展理工医学科、艺术学科。亦此可见人大发展理工甚至医学学科的雄心。另外，人大在苏州亦建有分院，在深圳也有一个小型的研究院，而与香港城市大学合作项目開辦包括一个比较法学硕士及中国法学硕士的课程，及與香港理工大學開辦工商管理學博士課程。此外，也與法國里昂商學院合辦歐洲式的MBA課程。

### 院校关系
由于院系调整因素，人民大学的院系是有出有进。合并入的院系中也有自己的渊源。
人大商学院：第一套班底来自由孙中山、宋教仁及黄兴以兴中会名义在1912年成立之北平中国大学，该校号称「北中大，南黃埔，一文一武」；与廣州中山大学及南京大学同為民国時代由孫中山所創立之学校齊名，中大自创校以来一直都是北京的学生运动中心，而李大钊及李达、吴承仕、杨秀峰等多位红色教授亦曾在该校任教，中国大学于1949年3月停办，文、商学院师生们并入华北大学或北京师范大学，并入华北大学的部份最后成为人民大学的一部份。
社会科学学科：第一套班底来自起源于1870年的燕京大学，自北方大学被分解后，人大成立时已基本上没有任何教育资源，燕京大学的社会学系的加入，正好是人大成为中国大学中社会学科领先的原因之一。
人大法学院：1950年中国政法大学并入，前身是成立于1912年的朝阳大学，其法律系科曾经是民国时期最著名的两所法律院系之一，校址位于北京市东城区海运仓（今北京中医药大学东直门医院和北新仓中医研究院等机构所在地）。创办人是汪有龄，董事长为居正（觉生）。朝阳大学的法科当时非常出名，有“南东吴、北朝阳”，“无朝（阳）不成院（法院）”的说法。抗日战争其间，朝阳大学先后迁往湖北省沙市、四川省成都和重庆。1945年后，返迁北平。1949年，华北人民政府接管朝阳大学，在原址上成立了中国政法大学（与现在的中国政法大学没有传承关系），校长谢觉哉。1950年2月，中国政法大学与华北大学、华北人民革命大学合并成立了中国人民大学。朝阳大学的校址校舍、教师、学生、图书等都归入中国人民大学法律系。
另山西大学于1953年撤销建制，法学院改为财经学院，后并入人大。另外，1952年辅仁大学的哲學、經濟等4系部分師生分併北京大學、中國人民大學等4校。
人大新闻学院：成立于1955年，1958年又将以燕京大学新闻系为基础组建的北京大学新闻专业并入人大。自此，汇聚人大、燕大、北大三校力量的中国人民大学新闻系正式开始其辉煌历程。燕京大学是20世纪初由四所美英基督教在华分会于北京开办的著名教会大学，燕京大学新闻系成立于1928年。1952年，中国大陆实行院系调整，燕京大学被拆分，文科、理科等并入北京大学，工科并入清华大学，新闻系及一些社会学科最终并入中国人民大学。
第一分校及第二分校：按北京市政府要求成立于1978年，于85年代被并入北京联合大学。